# Angelo Sanfelice
Angelo Sanfelice (latinizzazione: Angelus de Sanfelice; Alife, 1375 circa – Alife, 1457) è stato un vescovo cattolico italiano.

## Biografia
Uscito da una nobile famiglia alifana oriunda da Isernia, fu prima arcidiacono della Cattedrale della sua città natale e poi proclamato vescovo, per acclamazione, dal Capitolo alifano, quindi non dal papa regnante (come previsto dal diritto canonico) essendo la Chiesa di Roma ancora travagliata dal grande scisma.
Il 20 dicembre 1416 emanò un decreto sulla regolamentazione del clero diocesano, importante perché rappresenta uno spaccato sulle condizioni economiche e morali della chiesa del tempo (purtroppo non ci è giunto l'originale del testo, ma solo una sua trascrizione settecentesca). Ugualmente importante è un altro suo documento, conosciuto come laudo, che rappresenta un regolamento arbitrale per la disciplina del clero di Piedimonte, datato 25 febbraio 1417.
Del 1432 è un suo editto per riunire un sinodo diocesano, nel giorno di Pentecoste, nella Cattedrale di Alife, uno dei primi storicamente attestati della storia della diocesi. Sempre sotto il suo episcopato, nel periodo di quaresima del 1436, secondo la tradizione locale, un pastore che pascolava il suo gregge sul monte Muto, trovò una delle sue pecorelle inginocchiata dinanzi a un roveto che nascondeva una piccola struttura semicircolare: dopo averlo ripulito dalle sterpaglie, il pastore si accorse che la nicchia celava un affresco della Vergine con le braccia aperte, in segno di porgere aiuto. Diffusasi in diocesi la voce e constatata la grande affluenza dei fedeli in quel luogo, Sanfelice si impegnò nella raccolta delle elemosine e volle, in quel posto, la costruzione di una chiesa: nacque così il Santuario di Santa Maria Occorrevole, ancora oggi sede di un convento francescano. Nel 1437 fermò il cardinale Vitelleschi dall'espugnare Alife.
Molto ben considerato anche presso la Curia di Roma (conosceva di persona l'umanista e "papa mancato" cardinale Capranica, fu incaricato da papa Martino V nel 1419 di assolvere Giacomo, signore di Sermoneta e nipote del cardinale Gaetani e i suoi statuti del 1455 ebbero il beneplacito direttamente da papa Callisto III), di questo vescovo ricordiamo, inoltre, la suddivisione della cura delle anime del territorio di Piedimonte e l'edificazione della chiesa di San Tommaso d'Aquino per volere della contessa Sveva Sanseverino Gaetani, signora di Piedimonte, pronipote del Santo. La chiesa e il convento annesso (ancora oggi esistenti), furono terminati nel 1414 e affidati, per volere del vescovo Sanfelice, all'Ordine dei frati predicatori.

### Morte e successione
Angelo Sanfelice, dopo aver retto la diocesi di Alife per circa 45 anni, morì nella sua città natale negli ultimi mesi del 1457: nel giugno dell'anno successivo, alla guida della diocesi alifana troviamo Antonio Moretta che fu un frate appartenente proprio all'Ordine dei Predicatori.